# Dominion de Ceylan
1948–1972
Entités précédentes :
- Ceylan britannique

Entités suivantes :
- Sri Lanka

Ceylan ou dominion de Ceylan (en singhalais : ලංකා ඩොමීනියන් රාජ්‍යය) est un dominion du Commonwealth entre 1948 et 1972. Il est le fruit de l'indépendance du Ceylan britannique.
En 1972, la Première ministre Sirimavo Bandaranaike instaure une nouvelle Constitution qui change le nom de Ceylan en Sri Lanka ; le pays devient une république au sein du Commonwealth.

## Histoire

### Indépendance et croissance
Après la Seconde Guerre mondiale, la pression publique pour l'indépendance augmente. La colonie britannique de Ceylan obtient son indépendance le 4 février 1948, avec une Constitution amendée prenant effet à la même date. L'indépendance est accordée en vertu du Ceylan Independence Act de 1947. Les traités militaires conclus avec le Royaume-Uni autorisent la présence des bases aériennes et maritimes britanniques dans le pays. Les officiers britanniques restent également en poste dans la plupart des grades supérieurs de l'armée. Don Stephen Senanayake devient le premier Premier ministre de Ceylan. Plus tard en 1948, lorsque Ceylan demande à devenir membre de l'Organisation des Nations unies, l'Union soviétique pose son veto. L'URSS a pour conviction que le dominion de Ceylan n'est que nominalement indépendant et que les Britanniques y exercent toujours le contrôle : la majorité des postes de pouvoir sont en effet toujours contrôlés par une élite blanche. Toutefois, à l'instar des autres dominions, le Royaume-Uni n'exerce plus aucun pouvoir sur le pays.

## Politique
Le pays adopte le système de Westminster, et les élections législatives donnent les pouvoirs exécutifs au Premier ministre, qui ne peut gouverner qu'avec la confiance du Parlement.
Le gouverneur général de Ceylan est nommé par la reine de Ceylan, Élisabeth II, sur proposition du Premier ministre. Comme dans les autres dominions, c'est ainsi le gouvernement de Ceylan qui choisit son gouverneur général.